# Konstantin Svetjkar
Konstantin Gennadjevitj Svetjkar (ryska: Константин Геннадьевич Свечкарь), född den 17 juli 1984, är en rysk friidrottare som tävlar i kortdistanslöpning.
Svetjkars främsta merit är att han deltog i det ryska stafettlaget på 4 x 400 meter som blev bronsmedaljörer vid inomhus-VM 2006 i Moskva.

## Personligt rekord
- 400 meter - 46,09